# Рейн-Неккар (район)
Район Рейн-Неккар (нім. Landkreis Rhein-Neckar) — район землі Баден-Вюртемберг, Німеччина. Район підпорядкований урядовому округу Карлсруе. Центром району є місто Гайдельберг. Населення становить 548 233 ос. (станом на 31 грудня 2020), площа  — 1.061,72 км².

## Демографія
Густота населення в районі становить 506 чол./км².
| Рік             | Населення |
| --------------- | --------- |
| 31. грудня 1973 | 447.099   |
| 31. грудня 1975 | 449.602   |
| 31. грудня 1980 | 463.110   |
| 31. грудня 1985 | 467.597   |
| 27. травня 1987 | 465.342   |

| Рік             | Населення |
| --------------- | --------- |
| 31. грудня 1990 | 488.017   |
| 31. грудня 1995 | 512.445   |
| 31. грудня 2000 | 524.028   |
| 31. грудня 2005 | 533.993   |
| 31. грудня 2010 | 537.625   |

## Міста і громади
Район поділений на 17 міст, 37 громада.